# Phil Whitlock
Phil Whitlock, né le 28 février 1962 à Belfast, est un joueur professionnel de squash représentant l'Angleterre. Il atteint en janvier 1994 la huitième place mondiale sur le circuit international, son meilleur classement.
Après sa retraite sportive, il devient un entraineur réputé s'occupant notamment de la championne du monde Laura Massaro. Il est le père et entraîneur de la joueuse professionnelle Emily Whitlock.

## Palmarès

### Titres
- Championnats britanniques : 1993
- Championnats d'Europe par équipes : 3 titres (1988, 1993, 1994)